# Addio Lara
Addio Lara (J'ai tué Raspoutine) è un film del 1967 diretto da Robert Hossein e basato sul libro Dalla Corte all'esilio di Feliks Feliksovič Jusupov, nobile e partecipante all'omicidio di Rasputin.
La sceneggiatura venne approvata da Yusupov che apparve anche film. Nell'intervista introduttiva al film, Yusupov ha dimostrato che il suo odio per Rasputin è rimasto immutato.
Il film venne presentato in anteprima al Festival di Cannes 1967.

## Trama
Grigori Rasputin diventa ospite fisso della corte imperiale russa dopo aver salvato la vita di Alexei Nikolaevič, zarevič di Russia, l'emofiliaco erede al trono. Tuttavia, quando scoppia la guerra, i nemici di Rasputin lo vedono come una causa e tramano per eliminare il mistico russo.

## Produzione
Le riprese del film iniziarono presso i Billancourt Studios di Parigi nel dicembre 1966.